# Lotarjov DV-2
Lotarjov DV-2 je dvouproudový motor vyvinutý v 80. letech 20. století ve spolupráci konstrukční kanceláře Ivčenko-Progress (ZMKB Progress) a československé strojírny ZVL Považská Bystrica nyní Považské Strojárne Letecké Motory – PSLM. Motor byl pojmenován DV-2 , přičemž písmeno D znamená Dněpr a písmeno V řeku Váh. Motor pohání cvičné letouny Aero L-39MS a jejich exportní verzi L-59 Super Albatros vyvezenou do Egypta a Tuniska.
Motor byl na počátku 80. let vybrán jako vhodná pohonná jednotka pro modernizovanou verzi cvičného letoun L-39 Albatros, stavěnou později jako L-39MS. V říjnu 1980 byla podepsána dohoda mezi SSSR a Československem, přičemž sovětská strana měla na starost jeho vývoj a československá technologii výroby. Během 80. let byla vyrobena řada prototypů motoru, přičemž až sedmnáctý prototyp byl roku 1987 kompletně vyroben v Československu. Letové zkoušky motoru začaly roku 1989 na typu L-39MS.
V 90. letech byla vyvinuta silnější varianta motoru DV‑2A.2 nabídnutá Aeru Vodochody pro pohon jeho nového lehkého bitevníku Aero L-159 Alca, společnost ale dala přednost americkému motoru Honeywell/ITEC F124.
Modernizovaná verze DV-2S byla instalována v demonstrátoru ruského cvičného letadla Jakovlev Jak-130, sériové stroje však pohání ruské motory Progress AI-222-25 (motory DV-2S jsou alternativou pohonu pro případné zahraniční zájemce o Jak-130). Podobně u čínského cvičného letounu Hongdu L-15, který má k Jaku-130 velmi blízko, byly motory DV-2 instalovány v prvních dvou prototypech, ale sériové stroje ovšem pohání motory Al-222.
Dva motory poháněly rovněž jediný postavený prototyp dopravního letadla Iljušin Il-108.

## Specifikace (DV-2S)

### Technické údaje
- Typ: dvouproudový motor
- Délka: 1,72 m
- Šířka: 0,82 m
- Výška: 1,04 m
- Průměr dmychadla: 0,64 m
- Hmotnost: 439 kg

### Součásti motoru
- Kompresor: axiální, dvoustupňový nízkotlaký kompresor a sedmistupňový vysokotlaký kompresor
- Spalovací komora: prstencová
- Turbína: jednostupňová vysokotlaká turbína a dvoustupňová nízkotlaká turbína

### Výkony
- Maximální tah: 24,50 kN (2 498 kgf)
- Celkový kompresní poměr: 15,5
- Obtokový poměr: 1,4
- Teplota plynů před turbínou: 1 440 K
- Měrná spotřeba paliva: 60 kg/(kN h) (0.593lb/(lbf h))
- Poměr tah/hmotnost: 5,69